# Argynnis penelope
Argynnis penelope är en fjärilsart som beskrevs av Otto Staudinger 1892. Argynnis penelope ingår i släktet Argynnis och familjen praktfjärilar. Inga underarter finns listade i Catalogue of Life.